# Safi al-Din Ardabili

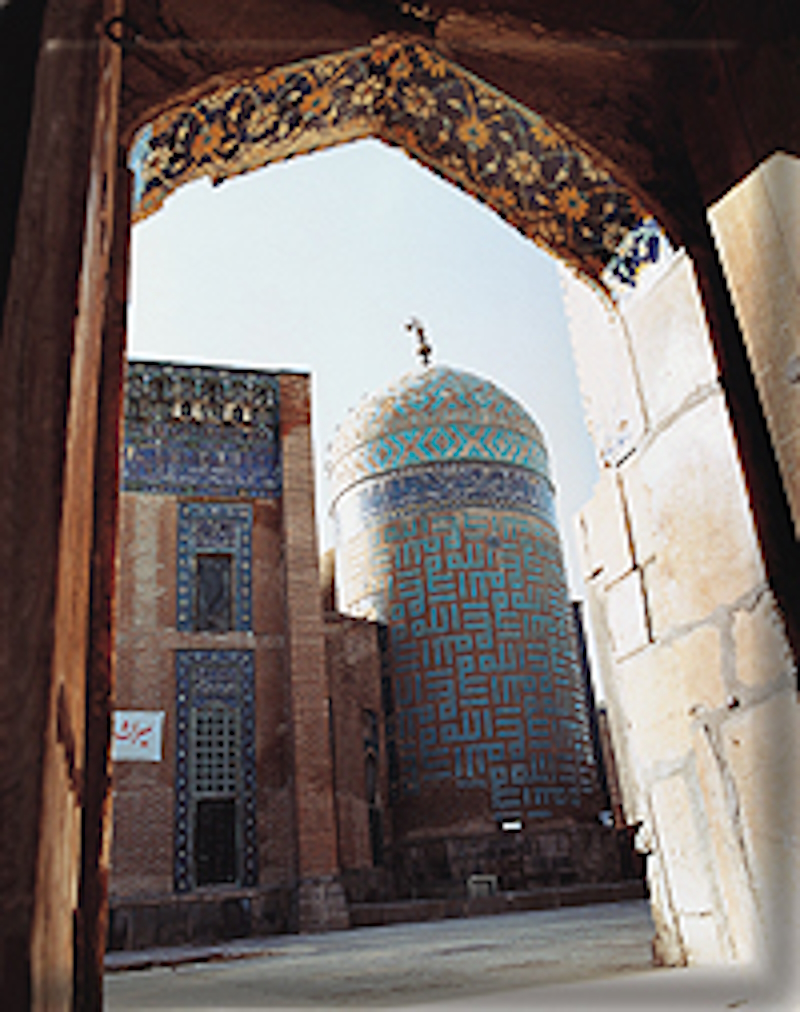
Tomba de Safi al-Din Ardabili, a Ardabil.

Safi al-Din Ardabili (en persa: شیخ صفیالدین اردبیلی, Xeic Safī ad-Dīn Ardabilī,), -d'Ardabil-, (1252-1334), fou el fundador de la confraria safavís, origen dels safàvides que varen regnar a l'Iran entre els segles XVI i XVII.
Va tenir una forta influència sobre Azerbaidjan i Ratxideddin, el Grand Visir d'Oldjaytu, net de Hülegü Khan. Fou l'autor del llibre escrit en turc Kara medjmua (literalment «el llibre negre»).